# Sertolovo
Sertolovo (en russe : Сертолово ; en finnois : Sierattala) est une ville de l'oblast de Léningrad, en Russie. Sa population s'élevait à 49 172 habitants en 2013 et 58 802 habitants en 2021.

## Géographie
Sertolovo fait partie du raïon de Vsevolojsk. Elle est située au nord-ouest de Saint-Pétersbourg.

## Histoire
Sertolovo a été fondée en 1936 à l'emplacement d'un ancien établissement des Finlandais ingriens, dont les habitants furent déportés. La localité reçut le statut de commune urbaine en 1977 et celui de ville en 1998.

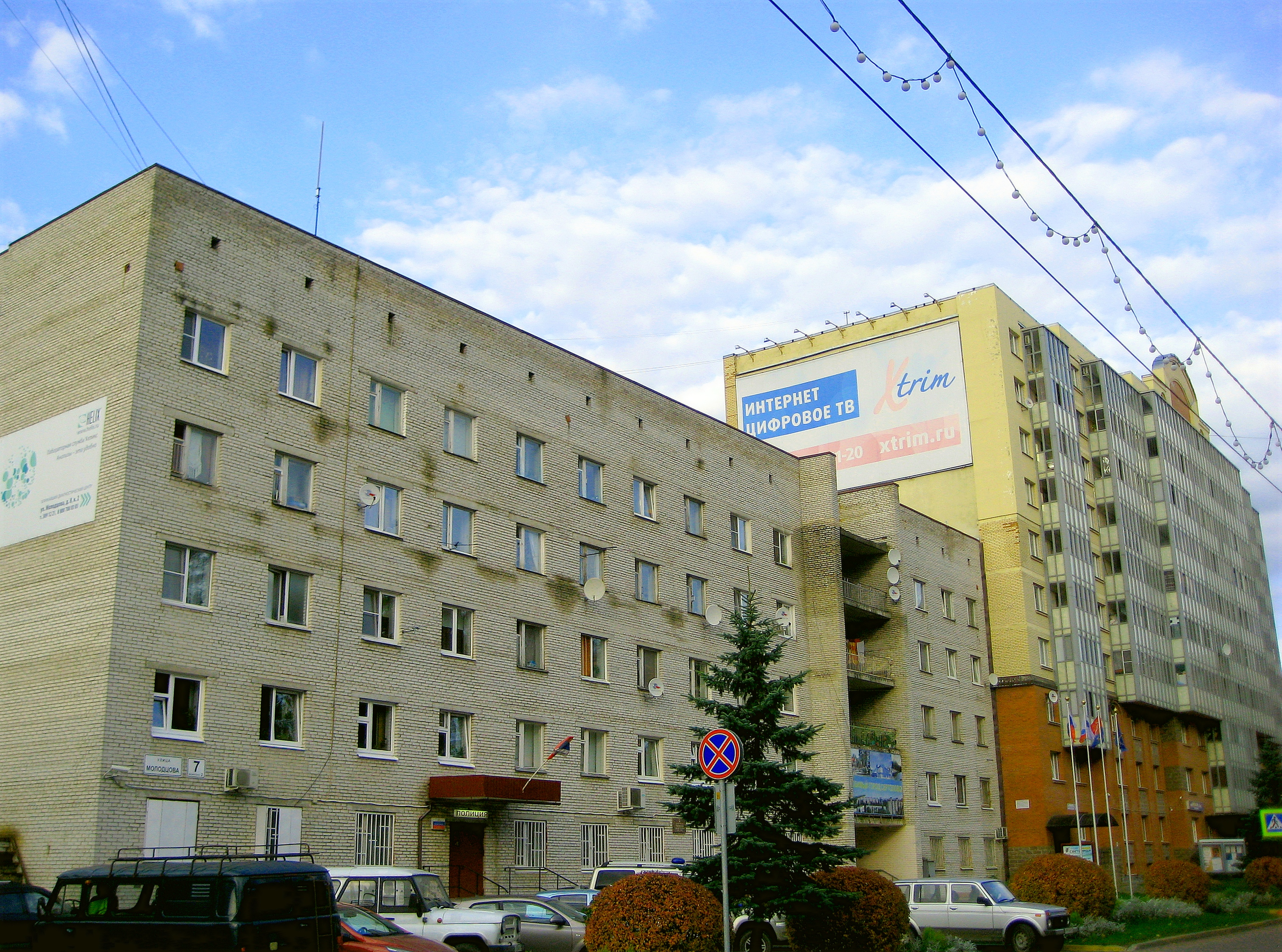
Hôtel de ville.

## Population
Recensements (*) ou estimations de la population
| 1939* | 1979* | 1989*  | 2002*  |
| ----- | ----- | ------ | ------ |
| 242   | 8 982 | 17 707 | 38 444 |

| 2006   | 2010*  | 2012   | 2013   |
| ------ | ------ | ------ | ------ |
| 40 626 | 47 457 | 48 400 | 49 172 |

| 2015   | 2017   | 2019   | 2021   |
| ------ | ------ | ------ | ------ |
| 50 899 | 51 307 | 54 497 | 58 802 |